# Martín Alfonso Téllez de Meneses
Martín Alfonso Téllez de Meneses o Martim Afonso Telo de Meneses en portugués, (m. Toro, 26 de enero de 1356), fue un noble portugués, miembro del linaje de los Téllez de Meneses, y el padre de Leonor Téllez de Meneses, reina de Portugal.

## Relaciones familiares
Fue hijo de Alfonso Téllez de Meneses el Raposo, vasallo del rey Alfonso IV de Portugal, y de Berenguela Lorenzo de Valladares, hija de Lorenzo Soares de Valladares y de Sancha Núñez de Chacím, y hermana de Aldonza Lorenzo de Valladares que, de su relación con Pedro Fernández de Castro, tuvo a Alvar Pérez de Castro y a Inés de Castro.

## Biografía

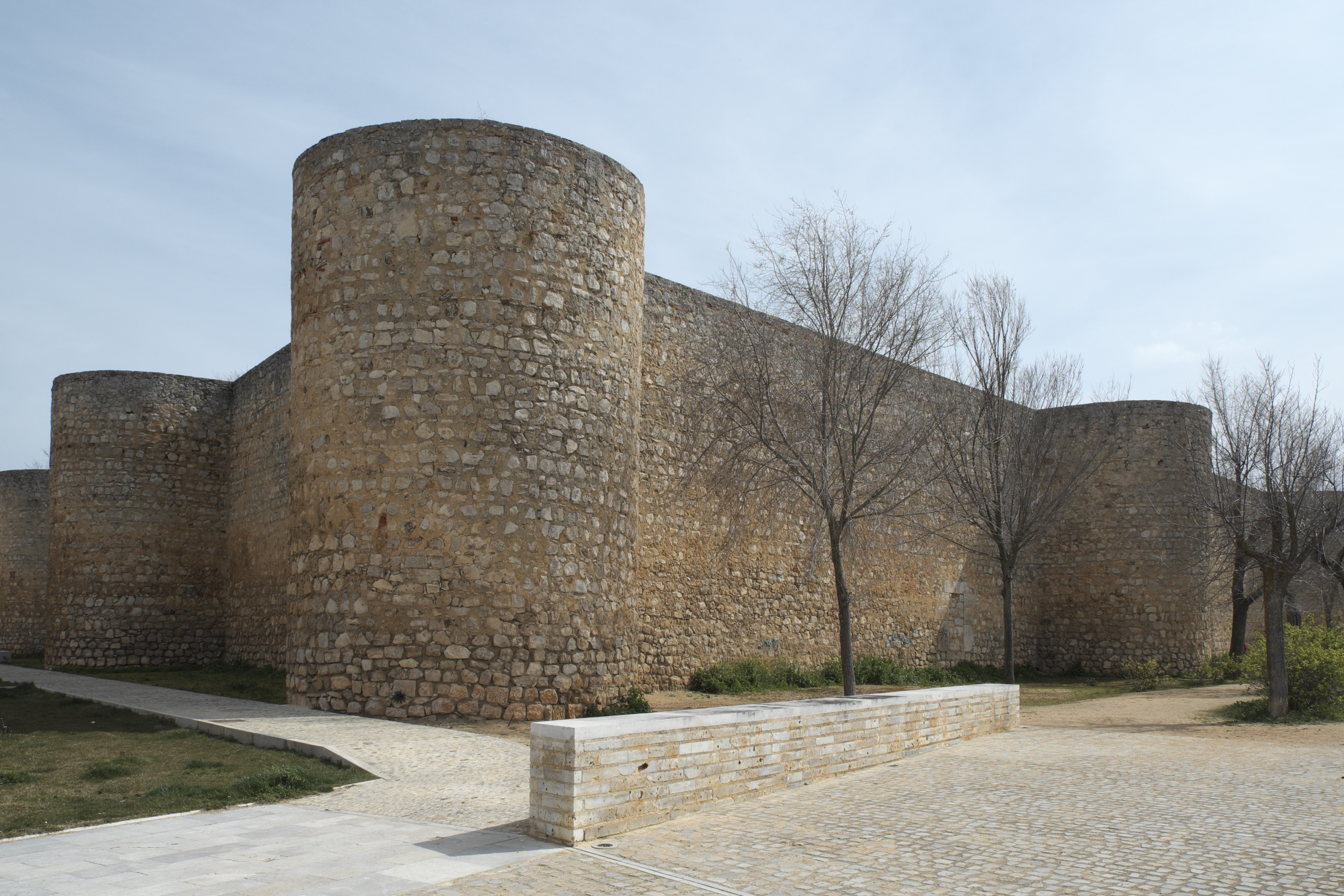
Alcázar de Toro, donde fue asesinado Martín Alfonso Téllez de Meneses

Martín Alfonso fue mayordomo de la reina María de Portugal, esposa del rey Alfonso XI de Castilla y la madre de Pedro I el Cruel. El 16 de enero de 1356, se encontraba en el Alcázar de Toro con la reina cuando el rey Pedro, acompañado por varios escuderos, entró al alcázar y mandó matar a varios nobles que acompañaban a la reina, incluyendo a Martín. Pero López de Ayala en sus crónicas de los reinados de Pedro, Enrique II, Juan I  y de Enrique III, describe así los hechos:

E estonce luego envió decir el Rey á la Reyna Doña Maria su madre, que estaba dentro en el Alcázar que saliese de allí, é se viniese para él. E la Reyna enviole pedir merced por aquellos Caballeros que allí estaban con ella que los perdonase. E el Rey le envió decir que ella se viniese, que después él sabría que facer de los Caballeros que con ella estaban (…) E la Reyna salió del Alcázar, é venia con ella la Condesa Doña Juana, mujer del Conde Don Enrique, otrosi Don Pero Estevanez Carpentero Maestre que se llamaba de Calatrava, é Ruy González de Castañeda, é Alfonso Téllez Girón, é Martín Alfonso Tello (…) Otro Escudero llegó é mató a Martin Alfonso Tello (...) E la Reyna Doña María, madre del Rey, quando vió matar asi á estos Caballeros, cayó en tierra sin ningun sentido como muerta (…) é después levantaronla, é vió los Caballeros muertos enderredor de sí, é desnudos, é comenzó á dar grandes voces maldiciendo al Rey su fijo, é diciendo que la deshonrára e lastimára para siempre, é que ya más quería morir que non vivir.

## Matrimonio y descendencia
Martín Alfonso contrajo matrimonio con Aldonza Anes de Vasconcelos, hija de Juan Méndez de Vasconcelos, señor de la Casa de Vasconcelos, alcalde mayor de Miranda do Corvo y de Estremoz, y de Aldara Alfonso Alcoforado. De este matrimonio nacieron:
- Juan Alfonso Tello (m. 14 de agosto de 1385 en la batalla de Aljubarrota), VI conde de Barcelos en 1382, alcalde mayor de Lisboa, almirante del reino de Portugal. Contrajo matrimonio con Beatriz de Alburquerque, hija ilegítima de Juan Alfonso de Alburquerque.[7]
- Gonzalo Téllez de Meneses, (m. 28 de junio de 1403) conde de Neiva y señor de Faria, casó con María Alfonso de Alburquerque, hermana de Beatriz, la esposa de su hermano Juan Alfonso Tello.[8]
- María Téllez de Meneses (m. Coímbra, noviembre de 1379).[8] Contrajo un primer matrimonio con Álvaro Díaz de Sousa, que murió en 1365 exiliado en Castilla, de quien tuvo a Lope Díaz de Sousa, maestre de la Orden de Cristo y señor de Mafra que falleció entre 1416 y 1420 y dejó descendencia ilegítima, y una hija.[9] Después de enviudar se casó en segundas nupcias con el infante Juan de Portugal, duque de Valencia de Campos, hijo del rey Pedro I de Portugal y de Inés de Castro. El infante Juan la asesinó en 1379 por sospechas de infidelidad.[8] Algunos autores sostienen que de su matrimonio con el infante Juan procreó a Fernando de Portugal, señor de Eza,[10][11] otros, sin embargo, lo tienen como hijo ilegítimo.[12][13][a] El hecho de que el ducado de Valencia de Don Juan revirtió a la corona a la muerte del infante Juan —según estipuló el rey Juan I de Castilla cuando le concedió el ducado—,[b] y que su hija María heredara el señorío del condado, indica que lo más probable es que fuese ilegítimo.
- Leonor Téllez de Meneses, reina consorte de Portugal por su matrimonio con el rey Fernando I.[15]

Tuvo una hija fuera de matrimonio con Senhorinha Martins:
- Juana Téllez de Meneses, la esposa de Juan Alfonso Pimentel, primer conde de Benavente.[17][16]